# Parna i neparna atomska jezgra
U nuklearnoj fizici svojstva jezgra zavise od parnosti ili neparnosti njegovog atomskog broja (protonskog broja) Z, neutronskog broja N i, posledično, njihovog zbira, masenog broja A. Neparnost brojeva Z i N ima tendenciju da smanji nuklearnu energiju vezivanja, čineći neparna jezgra generalno manje stabilnim. Ovaj efekat nije samo eksperimentalno posmatran, već je uključen u poluempirijsku formulu mase i objašnjen nekim drugim nuklearnim modelima, kao što je model nuklearne ljuske. Ova razlika u energiji nuklearnog vezivanja između susednih jezgara, posebno neparnih A izobara, ima važne posledice na beta raspad.
Nuklearni spin je nula za parna-Z, parna-N jezgra, ceo broj za sva parna-A jezgra i neparni poluceo broj za sva neparna-A jezgra.
|                   | Parni | Neparni | Total |
| ----------------- | ----- | ------- | ----- |
| Stabilni          | 150   | 101     | 251   |
| Dugovečni         | 26    | 9       | 35    |
| Svi primordijalni | 176   | 110     | 286   |

Odnos neutron-proton nije jedini faktor koji utiče na nuklearnu stabilnost. Dodavanje neutrona izotopima može da promeni njihove nuklearne spinove i nuklearne oblike, uzrokujući razlike u poprečnim presecima hvatanja neutrona, gama spektroskopiji i svojstvima nuklearne magnetne rezonance. Ako je prisutno previše ili premalo neutrona u odnosu na optimum nuklearne energije vezivanja, jezgro postaje nestabilno i podložno određenim vrstama nuklearnog raspada. Nestabilni nuklidi sa neoptimalnim brojem neutrona ili protona raspadaju se beta raspadom (uključujući raspad pozitrona), hvatanjem elektrona ili drugim sredstvima, kao što su spontana fisija‍:16 i klasterski raspad.